# William Thompson (arquero)
William Henry Thompson (Calhoun, 10 de marzo de 1841-Seattle, 10 de agosto de 1918) fue un deportista estadounidense que compitió en tiro con arco, en la modalidad de arco recurvo. Participó en los Juegos Olímpicos de San Luis 1904, obteniendo tres medallas, una de oro y dos de bronce.

## Palmarés internacional
| Juegos Olímpicos | Juegos Olímpicos          | Juegos Olímpicos  | Juegos Olímpicos      |
| Año              | Lugar                     | Medalla           | Prueba                |
| ---------------- | ------------------------- | ----------------- | --------------------- |
| 1904             | San Luis (Estados Unidos) | Medalla de oro    | Equipo                |
| 1904             | San Luis (Estados Unidos) | Medalla de bronce | Doble ronda americana |
| 1904             | San Luis (Estados Unidos) | Medalla de bronce | Doble ronda York      |